# 乌尔卡什
乌尔卡什（英语：Urkesh 或 Urkish，现代名称：莫赞（Tell Mozan），‎）是一个位于叙利亚东北部哈塞克省山脚下的一个定居点。据推测，它可能是在公元前四千年左右由人胡里安在几个世纪內建立而成的。

## 地理
在乌尔卡什周围，还存在一些其他的的古代遗址在 哈布爾河 附近。 例如， 位于莫赞（英语：Mozan）南部22公里左右的查加尔·巴扎尔 古城 。位于莫赞以南45公里左右的古城 Tell Arbid 。 位于莫赞以南50公里左右的古城Tell Brak 。
古城Tell Leilan 位于莫赞以东50公里左右。 在阿卡德帝国时期，Leilan,Brak和乌尔卡什是三座比较突出的城市。

## 历史
乌尔卡什的统治者的家族和身份地位对于现代来说很多内容依然是未知的。但是，根据目前已知的城邦国王有以下数位。其中，前三位国王具有胡里安头衔 endan ： 
- Tupkish endan (公元前2250年)
- Tish-atal endan (信息未知)
- Shatar-mat (信息未知)
- Atal-shen (信息未知)
- Ann-atal (公元前2050年)
- Te'irru (公元前1800年)

## 考古学

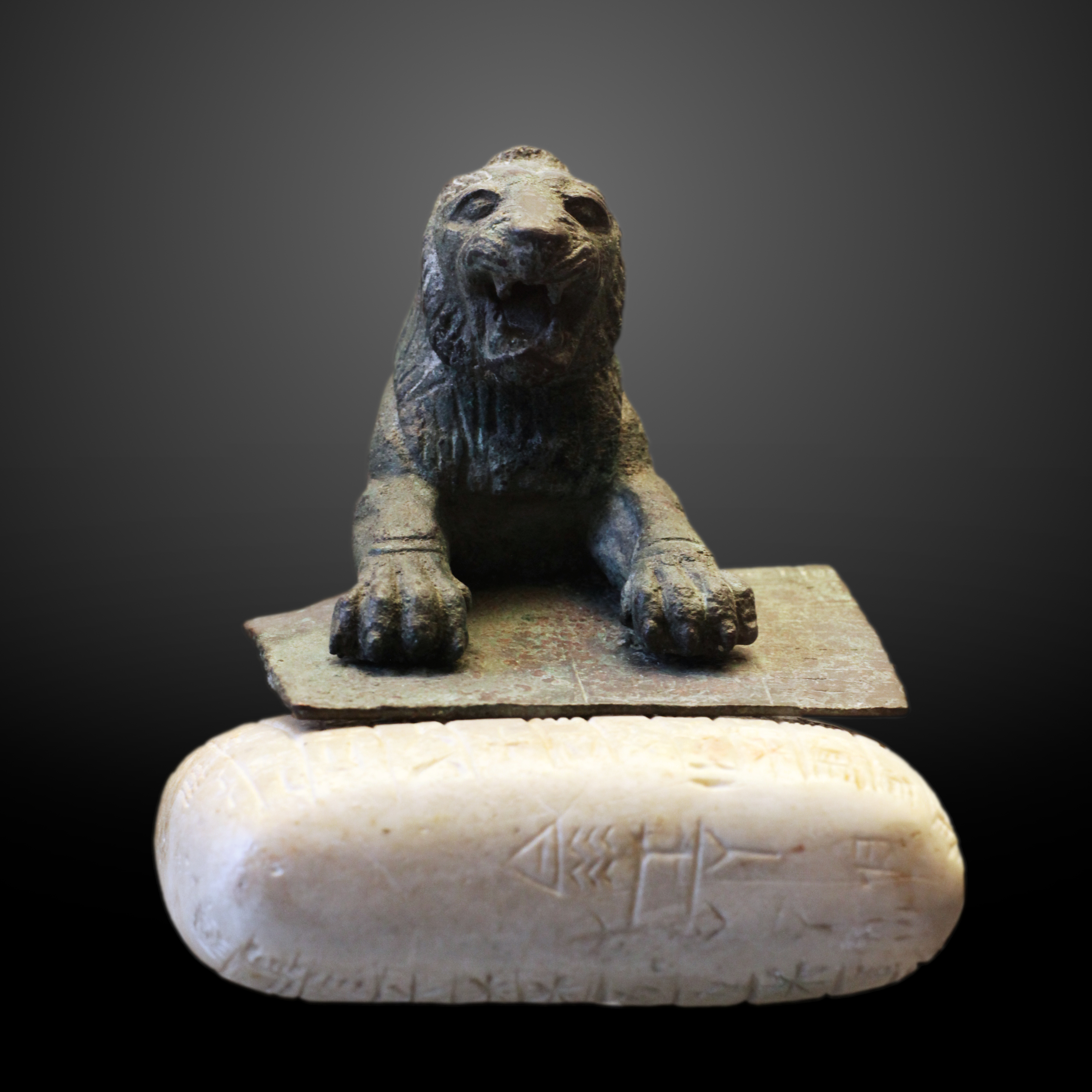
卢浮宫现存的狮子以及石碑，上面写有已知的最早的胡里安人的文字。

这个考古场地占地约为 135公頃（330英畝）, 主要由城市外侧部分构成。 其中，外侧土丘占地约为18公頃（44英畝）高度最高约为25米（82英尺) ，一共有5个类似的土丘。 在这几个土丘的周围是用泥砖建成的城墙，城墙宽约7米，高约8米。
比较重要的挖掘地点有：Tupkish的宫殿，一个地下结构，一个巨大的寺庙基台以及前面的广场。住宅区，墓地以及内外的城墙。

### 叙利亚内战（2011年至今)
因叙利亚内战， 该地区的发掘工作自2011年起已停止发掘。因该遗址靠近土耳其边境，现受到库尔德军队，和当地工人团队的保护。